# Albert Mann
Friedrich Albert Mann (* 4. Mai 1902 in Dresden; † 16. Februar 1964 ebenda) war ein deutscher Maler und Grafiker.

## Leben und Werk
Mann, Sohn des Dekorationsmalers Ernst Albert Mann, besuchte von 1920 bis 1922 die Dresdner Staatliche Akademie für Kunstgewerbe und studierte dann bis 1927 bei Osmar Schindler, Robert Sterl und Richard Müller an der Akademie der Bildenden Künste Dresden. In dieser Zeit unternahm er Studienreisen nach Dänemark, Schweden und Norwegen.
Nach Studienende arbeitete er in Dresden als freischaffender Maler und Grafiker. 1931 wurde er mit dem Staatspreis der Dresdner Akademie geehrt. 1932 reiste er zu Kunststudien durch Süddeutschland und Österreich.
Mann war Mitglied der Künstlervereinigung Dresden und gehörte in der Zeit des Nationalsozialismus der Reichskammer der bildenden Künste an. Für diese Zeit ist seine Teilnahme an 13 großen Ausstellungen sicher belegt.
1934/1944 verzeichnet ihn das Adressbuch als Kunstmaler in der Leisniger Straße 74 und mit den Arbeitsräumen in der Chemnitzer Straße 2. Beide Gebäude fielen wohl den Luftangriffen auf Dresden zum Opfer.
Mann nahm als Soldat der Wehrmacht am Zweiten Weltkrieg teil. Nach der Entlassung aus der Kriegsgefangenschaft arbeitete er wieder freischaffend in Dresden, und er war Mitglied des Verbands Bildender Künstler der DDR. Für die Dritte Deutsche Kunstausstellung in Dresden hatte er 1953 offenbar mehrere Pastellbilder eingereicht, die aber nicht berücksichtigt wurden.
Mann wohnte in Dresden-Loschwitz und wurde auf dem Loschwitzer Friedhof beigesetzt.

## Werke (Auswahl)
- Selbstbildnis (Öl; 1952 auf der Mittelsächsischen Kunstausstellung)
- Jüngling mit Katze (Kohle; 1952 auf der Mittelsächsischen Kunstausstellung)
- Schlafende Katze (Ölkreide; 1952 auf der Mittelsächsischen Kunstausstellung)
- Streitende Knaben (1952, Pastell)[2]
- Die Suppe (1952, Pastell)[3]
- Geschwister (1952; Pastell)[4]
- Kinder erklären die Sterne (1952, Pastell)[5]

## Teilnahme an Ausstellungen vor 1933 und nach 1945 (unvollständig)
- 1930: Dresden, Brühlsche Terrasse („Ausstellung Dresdner Kunst. Malerei“)
- 1949: Dresden, 2. Deutsche Kunstausstellung
- 1952: Chemnitz, Schlossbergmuseum („Mittelsächsische Kunstausstellung - Friedliches Leben – Glückliches Leben“)
- Postum 1984/1985 Karl-Marx-Stadt, Städtisches Museum am Theaterplatz („Retrospektive 1945–1984. Bildende Kunst im Bezirk Karl-Marx-Stadt“)